# Benjamin Šeško
Benjamin Šeško (Radeče, 31 mei 2003) is een Sloveens voetballer die doorgaans speelt als spits. In augustus 2025 verruilde hij RB Leipzig voor Manchester United. Šeško maakte in 2021 zijn debuut in het Sloveens voetbalelftal.

## Clubcarrière
Šeško speelde in de jeugd van Radeče, Rudar Trbovlje, opnieuw Radeče, Krško en Domžale. Bij die laatste club werd hij gescout door Red Bull Salzburg, dat hem voor een bedrag van circa tweeënhalf miljoen naar Oostenrijk haalde. Hij werd direct ondergebracht bij FC Liefering, de opleidingsclub van Red Bull Salzburg. Tijdens de verhuurperiode van twee seizoenen maakte hij nog kortstondig zijn debuut in de Bundesliga voor Red Bull, op 30 januari 2021 op bezoek bij TSV Hartberg. Door doelpunten van Sékou Koïta, Patson Daka, Enock Mwepu werd met 0–3 gewonnen en Šeško mocht van coach Jesse Marsch drie minuten voor tijd invallen voor Daka.
Hij keerde in de zomer van 2021 definitief terug en tekende hij een nieuw contract, tot medio 2026. De Sloveen maakte zijn eerste competitiedoelpunt voor Red Bull Salzburg op 1 augustus, in de eigen Red Bull Arena tegen SV Ried. Acht minuten voor rust opende hij de score. Hierna vielen Salzburg-doelpunten van Rasmus Nissen Kristensen, Karim Adeyemi (tweemaal) en Andreas Ulmer, waarna Philipp Pomer een tegentreffer maakte. Šeško tekende in de blessuretijd nog voor de zesde goal van zijn team, waarna Noah Okafor de eindstand bepaalde op 7–1.
Red Bull Salzburg en RB Leipzig kwamen in augustus 2022 een transfer van de Sloveen overeen voor de zomer van 2023. In juli van dat jaar verkaste hij voor circa eenendertigenhalf miljoen euro naar Duitsland en hij zette zijn handtekening onder een verbintenis voor de duur van vijf seizoenen. In zijn eerste seizoen maakte hij veertien doelpunten in de Bundesliga. In juni 2024 werd zijn verbintenis opengebroken en met een seizoen verlengd. Zijn tweede jaargang in Duitsland leverde dertien competitietreffers op.
In augustus 2025 liet Šeško Leipzig achter zich; voor een bedrag van circa zesenzeventigenhalf miljoen euro nam Manchester United hem over. De club die het jaar ervoor vijftiende werd in de Premier League liet de spits een contract voor vijf seizoenen tekenen.

## Clubstatistieken
| Seizoen | Club              | Competitie     | Competitie | Competitie | Beker | Beker | Internationaal | Internationaal | Totaal | Totaal |
| Seizoen | Club              | Competitie     | Wed.       | Dlp.       | Wed.  | Dlp.  | Wed.           | Dlp.           | Wed.   | Dlp.   |
| ------- | ----------------- | -------------- | ---------- | ---------- | ----- | ----- | -------------- | -------------- | ------ | ------ |
| 2019/20 | Red Bull Salzburg | Bundesliga     | —          | —          | —     | —     | —              | —              | 0      | 0      |
| 2019/20 | → FC Liefering    | 2. Liga        | 15         | 1          | 0     | 0     | —              | —              | 15     | 1      |
| 2020/21 | → FC Liefering    | 2. Liga        | 29         | 21         | 0     | 0     | —              | —              | 29     | 21     |
| 2020/21 | Red Bull Salzburg | Bundesliga     | 1          | 0          | 0     | 0     | 0              | 0              | 1      | 0      |
| 2021/22 | Red Bull Salzburg | Bundesliga     | 24         | 5          | 5     | 5     | 8              | 1              | 37     | 11     |
| 2022/23 | Red Bull Salzburg | Bundesliga     | 30         | 16         | 4     | 2     | 7              | 0              | 41     | 18     |
| 2023/24 | RB Leipzig        | Bundesliga     | 31         | 14         | 3     | 2     | 8              | 2              | 42     | 18     |
| 2024/25 | RB Leipzig        | Bundesliga     | 33         | 13         | 4     | 4     | 8              | 4              | 45     | 21     |
| 2025/26 | Manchester United | Premier League | 0          | 0          | 0     | 0     | —              | —              | 0      | 0      |
| Totaal  | Totaal            | Totaal         | 163        | 70         | 16    | 13    | 31             | 7              | 210    | 90     |

Bijgewerkt op 13 augustus 2025.

## Interlandcarrière
Šeško maakte op 1 juni 2021 zijn debuut in het Sloveens voetbalelftal tijdens een vriendschappelijke wedstrijd tegen Noord-Macedonië. Dat land kwam op voorsprong door Eljif Elmas, waarna het door een doelpunt van Domen Črnigoj nog 1–1 werd. Šeško moest van bondscoach Matjaž Kek op de reservebank beginnen en hij viel zestien minuten na rust in voor Andraž Šporar. De andere Sloveense debutant dit duel was Jan Mlakar (NK Maribor). Hij was ten tijde van zijn invalbeurt achttien jaar en een dag oud. Hiermee werd hij de jongste debutant in de geschiedenis van Slovenië. Tijdens zijn zesde interlandoptreden kwam de spits voor het eerst tot scoren in de nationale ploeg, op 8 oktober 2021 tegen Malta. Na twee doelpunten van Josip Iličić en een van Šporar tekende hij in de tweede helft voor de beslissende 0–4. Met zijn doelpunt werd hij de jongste doelpuntenmaker ooit voor het Sloveens nationale elftal, met achttien jaar, vier maanden en acht dagen.
In mei 2024 werd Šeško door Kek opgenomen in de voorselectie voor het EK 2024 in Duitsland. Hij werd vervolgens op 7 juni 2024 ook opgenomen in de definitieve selectie. Slovenië overleefde de groepsfase na gelijke spelen tegen Denemarken (1–1), Servië (1–1) en Engeland (0–0), waarna het in de achtste finales na strafschoppen werd uitgeschakeld door Portugal (0–0, 3–0). Šeško kwam in iedere wedstrijd in actie. Zijn toenmalige clubgenoten David Raum, Benjamin Henrichs (beiden Duitsland), Péter Gulácsi, Willi Orbán (beiden Hongarije), Dani Olmo (Spanje), Yussuf Poulsen (Denemarken), Xavi Simons (Nederland), Nicolas Seiwald, Christoph Baumgartner (Oostenrijk) en Loïs Openda (België) waren ook actief op het EK.
| Interlands van Benjamin Šeško voor Slovenië | Interlands van Benjamin Šeško voor Slovenië | Interlands van Benjamin Šeško voor Slovenië | Interlands van Benjamin Šeško voor Slovenië | Interlands van Benjamin Šeško voor Slovenië | Interlands van Benjamin Šeško voor Slovenië |
| №                                           | Datum                                       | Wedstrijd                                   | Uitslag                                     | Competitie                                  | Goals                                       |
| Als speler bij Red Bull Salzburg            | Als speler bij Red Bull Salzburg            | Als speler bij Red Bull Salzburg            | Als speler bij Red Bull Salzburg            | Als speler bij Red Bull Salzburg            | Als speler bij Red Bull Salzburg            |
| ------------------------------------------- | ------------------------------------------- | ------------------------------------------- | ------------------------------------------- | ------------------------------------------- | ------------------------------------------- |
| 1                                           | 1 juni 2021                                 | Noord-Macedonië – Slovenië                  | 1 – 1                                       | Vriendschappelijk                           |                                             |
| 2                                           | 4 juni 2021                                 | Slovenië – Gibraltar                        | 6 – 0                                       | Vriendschappelijk                           |                                             |
| 3                                           | 1 september 2021                            | Slovenië – Slowakije                        | 1 – 1                                       | WK 2022 kwalificatie                        |                                             |
| 4                                           | 4 september 2021                            | Slovenië – Malta                            | 1 – 0                                       | WK 2022 kwalificatie                        |                                             |
| 5                                           | 7 september 2021                            | Kroatië – Slovenië                          | 3 – 0                                       | WK 2022 kwalificatie                        |                                             |
| 6                                           | 8 oktober 2021                              | Malta – Slovenië                            | 0 – 4                                       | WK 2022 kwalificatie                        | 67'                                         |
| 7                                           | 11 oktober 2021                             | Slovenië – Rusland                          | 1 – 2                                       | WK 2022 kwalificatie                        |                                             |
| 8                                           | 26 maart 2022                               | Kroatië – Slovenië                          | 1 – 1                                       | Vriendschappelijk                           |                                             |
| 9                                           | 29 maart 2022                               | Qatar – Slovenië                            | 0 – 0                                       | Vriendschappelijk                           |                                             |
| 10                                          | 2 juni 2022                                 | Slovenië – Zweden                           | 0 – 2                                       | Nations League 2022/23                      |                                             |
| 11                                          | 5 juni 2022                                 | Servië – Slovenië                           | 4 – 1                                       | Nations League 2022/23                      |                                             |
| 12                                          | 9 juni 2022                                 | Noorwegen – Slovenië                        | 0 – 0                                       | Nations League 2022/23                      |                                             |
| 13                                          | 12 juni 2022                                | Slovenië – Servië                           | 2 – 2                                       | Nations League 2022/23                      | 53'                                         |
| 14                                          | 24 september 2022                           | Slovenië – Noorwegen                        | 2 – 1                                       | Nations League 2022/23                      | 81'                                         |
| 15                                          | 27 september 2022                           | Zweden – Slovenië                           | 1 – 1                                       | Nations League 2022/23                      | 28'                                         |
| 16                                          | 17 november 2022                            | Roemenië – Slovenië                         | 1 – 2                                       | Vriendschappelijk                           | 26'                                         |
| 17                                          | 20 november 2022                            | Slovenië – Montenegro                       | 1 – 0                                       | Vriendschappelijk                           |                                             |
| 18                                          | 23 maart 2023                               | Kazachstan – Slovenië                       | 1 – 2                                       | EK 2024 kwalificatie                        |                                             |
| 19                                          | 26 maart 2023                               | Slovenië – San Marino                       | 2 – 0                                       | EK 2024 kwalificatie                        | 56'                                         |
| 20                                          | 16 juni 2023                                | Finland – Slovenië                          | 2 – 0                                       | EK 2024 kwalificatie                        |                                             |
| 21                                          | 19 juni 2023                                | Slovenië – Denemarken                       | 1 – 1                                       | EK 2024 kwalificatie                        |                                             |
| Als speler bij RB Leipzig                   |                                             |                                             |                                             |                                             |                                             |
| 22                                          | 7 september 2023                            | Slovenië – Noord-Ierland                    | 4 – 2                                       | EK 2024 kwalificatie                        | 42'                                         |
| 23                                          | 14 oktober 2023                             | Slovenië – Finland                          | 3 – 0                                       | EK 2024 kwalificatie                        | 16' (pen.), 28'                             |
| 24                                          | 17 oktober 2023                             | Noord-Ierland – Slovenië                    | 0 – 1                                       | EK 2024 kwalificatie                        |                                             |
| 25                                          | 17 november 2023                            | Denemarken – Slovenië                       | 2 – 1                                       | EK 2024 kwalificatie                        |                                             |
| 26                                          | 20 november 2023                            | Slovenië – Kazachstan                       | 2 – 1                                       | EK 2024 kwalificatie                        | 41' (pen.)                                  |
| 27                                          | 21 maart 2024                               | Malta – Slovenië                            | 2 – 2                                       | Vriendschappelijk                           | 81'                                         |
| 28                                          | 26 maart 2024                               | Slovenië – Portugal                         | 2 – 0                                       | Vriendschappelijk                           |                                             |
| 29                                          | 8 juni 2024                                 | Slovenië – Bulgarije                        | 1 – 1                                       | Vriendschappelijk                           |                                             |
| 30                                          | 16 juni 2024                                | Slovenië – Denemarken                       | 1 – 1                                       | EK 2024                                     |                                             |
| 31                                          | 20 juni 2024                                | Slovenië – Servië                           | 1 – 1                                       | EK 2024                                     |                                             |
| 32                                          | 25 juni 2024                                | Engeland – Slovenië                         | 0 – 0                                       | EK 2024                                     |                                             |
| 33                                          | 1 juli 2024                                 | Portugal – Slovenië                         | 0 – 0 (3 – 0 n.s.)                          | EK 2024                                     |                                             |
| 34                                          | 6 september 2024                            | Slovenië – Oostenrijk                       | 1 – 1                                       | Nations League 2024/25                      | 16' (pen.)                                  |
| 35                                          | 9 september 2024                            | Slovenië – Kazachstan                       | 3 – 0                                       | Nations League 2024/25                      | 23', 28', 63'                               |
| 36                                          | 10 oktober 2024                             | Noorwegen – Slovenië                        | 3 – 0                                       | Nations League 2024/25                      |                                             |
| 37                                          | 13 oktober 2024                             | Kazachstan – Slovenië                       | 0 – 1                                       | Nations League 2024/25                      |                                             |
| 38                                          | 14 november 2024                            | Slovenië – Noorwegen                        | 1 – 4                                       | Nations League 2024/25                      | 21' (pen.)                                  |
| 39                                          | 17 november 2024                            | Oostenrijk – Slovenië                       | 1 – 1                                       | Nations League 2024/25                      |                                             |
| 40                                          | 20 maart 2025                               | Slowakije – Slovenië                        | 0 – 0                                       | Nations League 2024/25                      |                                             |
| 41                                          | 23 maart 2025                               | Slovenië – Slowakije                        | 1 – 0                                       | Nations League 2024/25                      |                                             |

Bijgewerkt op 13 augustus 2025.

## Erelijst
| Competitie                             |                   |                           |                   |                   |
| Competitie                             | Aantal            | Jaren                     |                   |                   |
| Red Bull Salzburg                      | Red Bull Salzburg | Red Bull Salzburg         | Red Bull Salzburg | Red Bull Salzburg |
| -------------------------------------- | ----------------- | ------------------------- | ----------------- | ----------------- |
| Bundesliga                             | 3                 | 2020/21, 2021/22, 2022/23 |                   |                   |
| ÖFB-Cup                                | 2                 | 2020/21, 2021/22          |                   |                   |
| RB Leipzig                             |                   |                           |                   |                   |
| DFL-Supercup                           | 1                 | 2023                      |                   |                   |
| Individueel                            |                   |                           |                   |                   |
| Sloveens voetballer van het jaar       | 1                 | 2022                      |                   |                   |
| Sloveens jonge voetballer van het jaar | 4                 | 2021, 2022, 2023, 2024    |                   |                   |